# EuCorVac-19
EuCorVac-19 ويُعرف أيضًا باسم إي يو كورفاك-19، هو لقاح مرشح ضد مرض فيروس كورونا، تعمل شركة «إي يو بيولوجيكز» الكورية الجنوبية على تطويره وإنتاجه بتقنية وحدات البروتين الفرعية، وهو مخصص للإعطاء عن طريق الحقن العضلي.